# نويمي زبارين
نويمي زبارين (من مواليد 12 مارس 1994 في لانغناو إم إمينتال ) هي لاعبة سباق قفز حواجز سويسرية. شاركت في دورة الألعاب الأولمبية الصيفية 2012 في سباق 100 متر حواجز للسيدات واحتلت المركز السادس بزمن قدره 13.33 ثانية. 

## روابط خارجية
- الملف الشخصي على موقع الاتحاد الدولي لألعاب القوى